# Jours fériés en Ouganda
 (mai 2023).
Le contenu est difficilement compréhensible vu les erreurs de traduction, qui sont peut-être dues à l'utilisation d'un logiciel de traduction automatique.
 (mai 2023).
Il existerait à peu près quatorze jours fériés reconnus au niveau national en Ouganda.

## Jours fériés
| Date                                               | Nom                                  | Description |
| -------------------------------------------------- | ------------------------------------ | --- |
| 1er janvier                                        | Jour de l'an                         | <br /> |
| 26 janvier                                         | Journée de libération du GRN         | Feux d'artifice, défilés militaires et événements sportifs pour célébrer le renversement en 1986 du gouvernement alors en place.                                                                |
| 16 février                                         | Journée de l'archevêque Janani Luwum | |
| 8 mars                                             | Journée de la femme                  | |
| 1er mai                                            | Fête du Travail                      | |
| 3 juin                                             | Jour des martyrs ougandais           | Honore 45 chrétiens qui ont été martyrisés entre 1885 et 1887. |
| 9 juin                                             | Journée nationale des héros          | Commencée en 2001, cette fête rend hommage aux personnes qui ont combattu des deux côtés de la guerre de Bush en Ouganda. La date rappelle l'assassinat d'Eddidian Babumba Mukiibi Luttamaguzi. |
| 9 octobre                                          | Jour de l'indépendance               | Du Royaume-Uni, 1962 |
| 25 décembre                                        | le jour de Noël                      | |
| 26 décembre                                        | Le lendemain de Noël                 | |
| Vendredi de la semaine sainte <br /> mars ou avril | Bon vendredi                         | Crucifixion de Jésus |
| Lundi après Pâques <br /> mars ou avril            | Le lundi de Pâques                   | Fête chrétienne de la Résurrection |
| 1 chawal                                           | Aïd al-Fitr                          | Fin du ramadan musulman |
| 10 Dhu al-Hijjah                                   | Aïd al-Adha                          | Fête musulmane du Sacrifice |